# Vipers SC
El Vipers SC es un equipo de fútbol de Uganda que milita en la Liga Premier de Uganda, la liga de fútbol más importante del país.

## Historia
Fue fundado en el año 1969 en la ciudad de Wakiso con el nombre Bunamwaya SC, nombre que utilizaron hasta el 21 de agosto de 2012 cuando lo cambiaron por su nombre actual.
Llegaron a la máxima categoría en el año 2005 por primera vez en su historia luego de obtener el ascenso de la Super Division. En solo 5 temporadas en la Liga Premier de Uganda obtuvieron su primer logro importante, ganar el título en la temporada 2010 a falta de una fecha luego de vencer al Police FC 1-0 en condición de visitante. También han sido finalistas de la Copa de Uganda en tres ocasiones.

## Palmarés
- Liga Premier de Uganda: 7

2010, 2015, 2018, 2020, 2022, 2023, 2025
- Copa de Uganda: 4

2016, 2021, 2023, 2025
- Copa Super 8: 1

2019

## Participación en competiciones de la CAF
| Temporada | Torneo                       | Ronda      | Club                   | Casa | Visita | Global      |
| --------- | ---------------------------- | ---------- | ---------------------- | ---- | ------ | ----------- |
| 2016      | Liga de Campeones de la CAF  | Preliminar | Enyimba FC             | 1-0  | 0-2    | 1-2         |
| 2017      | Copa Confederación de la CAF | Preliminar | Volcan Club            | 0-0  | 1-1    | 1-1 (a)     |
| 2017      | Copa Confederación de la CAF | 1          | Platinum Stars FC      | 1-0  | 1-3    | 2-3         |
| 2018/19   | Liga de Campeones de la CAF  | Preliminar | Al-Merrikh SC          | 1-0  | 1-2    | 2-2 (a)     |
| 2018/19   | Liga de Campeones de la CAF  | 1          | CS Constantine         | 0-2  | 0-1    | 0-3         |
| 2018/19   | Copa Confederación de la CAF | Playoff    | CS Sfaxien             | 0-0  | 0-3    | 0-3         |
| 2020/21   | Liga de Campeones de la CAF  | Preliminar | Al-Hilal Omdurmán      | 0-1  | 0-1    | 0-2         |
| 2022/23   | Liga de Campeones de la CAF  | 1          | Olympic Real de Bangui | 1-0  | 3-0    | 4-0         |
| 2022/23   | Liga de Campeones de la CAF  | 2          | TP Mazembe             | 0-0  | 0-0    | 0-0 (4-2 p) |
| 2022/23   | Liga de Campeones de la CAF  | Grupo C    | Raja Casablanca        | 1-1  | 0-5    | 4° Lugar    |
| 2022/23   | Liga de Campeones de la CAF  | Grupo C    | Simba SC               | 0-1  | 0-1    | 4° Lugar    |
| 2022/23   | Liga de Campeones de la CAF  | Grupo C    | Horoya AC              | 0-0  | 0-2    | 4° Lugar    |
| 2023/24   | Liga de Campeones de la CAF  | 1          | Jwaneng Galaxy         | 2-1  | 0-2    | 2-3         |